# Mian Mian
Mian Mian (en xinès: 棉棉; en pinyin: Mián mián) (Xangai, 28 d'agost de 1970) és una escriptora xinesa de la generació post-70. Escriu sobre temes que havien estat tabú en la societat xinesa. Les seves publicacions l'han feta guanyar la reputació de ser la noia salvatge de la literatura xinesa actual. També és promotora de música local de la ciutat de Xangai.
Criada dins una família d'intel·lectuals de Xangai, començà a escriure ficció als 16 anys.
Mian Mian va ser una de les primeres escriptores xineses que va retratar el sub-món xinès ple de drogoaddictes i malfactors, inspirats en experiències personals. Algunes de les seves novel·les publicades són La la la (啦啦啦, 1997), Tang (糖, 2000, traduïda a l'anglès com Candy, el 2003). Aquesta novel·la fou censurada a la Xina. Més endavant, publicà Tot nen bo mereix menjar-se un caramel (每个好孩子都有糖吃, 2002) és una col·lecció de contes. Acid Lover fou publicada poc després. La seva novel·la Tots tenim por (我们害怕, Women hai pa, 2001) es va convertir en una pel·lícula, Shanghai Panic (2002), en què també va interpretar un dels papers principals.
A finals del 2009, va demandar a la multinacional Google perquè la companyia havia escanejat Acid Lover, un dels seus llibres per carregar-lo a la seva biblioteca en línia i difondre'l sense respectar els drets d'autor. El recurs es va perllongar més de dos anys i va exigir 61.000 ¥ i una disculpa pública. Més tard, Google va eliminar les publicacions de Mian Mian de la seva biblioteca. El 2013, Mian Mian va aparèixer al documental Google and the World Brain. Mian Mian entrà al món cinematogràfic amb una col·laboració amb Andrew Chen (Chen Yu Su) i s'hi sentí tan còmode que va voler incorporar tota la seva producció literària en projectes per a adaptacions cinematogràfiques.